# Соглашение Цветковича — Мачека
Соглашение Цветковича — Мачека от 26 августа 1939 года (серб. Споразум Цветковић—Мачек, хорв. Sporazum Cvetković–Maček) — соглашение о предоставлении автономии Хорватии, заключённое между премьер-министром Королевства Югославия Драгишей Цветковичем и председателем Хорватской крестьянской партии Владко Мачеком. Переговоры о заключении соглашения длились полгода.

## Основные пункты соглашения
Согласно данному соглашению была создана автономная Хорватская бановина, которая стала самым крупным национально-территориальным образованием на территории Югославии. Территория бановины включала современную Хорватию (кроме Истрии и других прибрежных территорий, входивших в то время в состав Италии), а также около 40 % Боснии и Герцеговины. Хорватской бановине было предоставлено широкое самоуправление.
Баном (губернатором) Хорватской бановины стал заместитель председателя Хорватской крестьянской партии Иван Шубашич. Бан назначался королём Югославии и нёс двойную ответственность — перед ним и хорватским Сабором. Сам же Сабор должен был избираться путём всеобщего, прямого и равного тайного голосования.
Владко Мачек, по итогам соглашения, получил пост первого заместителя премьер-министра Королевства Югославия в кабинете Цветковича. После свержения правительства Цветковича, Мачек был вновь назначен на этот же пост в кабинете Симовича, но так и не дал согласия занять его.

## Последствия соглашения
Создание Хорватской бановины не решило национальные вопросы. В границах автономной Хорватии оказались значительные сербские территории с общей численностью сербского населения в 850 тысяч человек. Это привело к новому витку обострения межнациональных конфликтов.
Создание бановины не остановило рост хорватского сепаратизма. Хорватские националисты рассматривали соглашение, как шаг к провозглашению полной независимости.
Эти не решенные соглашением проблемы вели к дальнейшему ослаблению Королевства Югославия, которое вскоре перестало существовать, как единое государство.
Итогом стало провозглашение усташами Независимого государства Хорватия 10 апреля 1941 года, вскоре после начала нацистской оккупации Югославии.